# Normalizado
El normalizado es un tratamiento térmico que se emplea para dar al acero una estructura y características tecnológicas que se consideran el estado natural o final del material que fue sometido a trabajos de forja, laminación o tratamientos defectuosos. Se hace como preparación de la pieza para el temple.
El procedimiento consiste en calentar la pieza entre 30 y 50 grados Celsius por encima de la temperatura crítica superior, tanto para aceros hipereutectoides, como para aceros hipoeutectoides, y mantener esa temperatura el tiempo suficiente para conseguir la transformación completa en austenita. A continuación se deja enfriar en aire tranquilo, obteniéndose una estructura uniforme. 
Con esto se consigue una estructura perlítica con el grano más fino y más uniforme que la estructura previa al tratamiento, consiguiendo una mayor tenacidad. Es lo que llamamos perlita fina (observar un diagrama TTT, de la fase austenita y posteriormente realizar una isoterma a una temperatura determinada).

## Factores que influyen
- La temperatura de cristalización no debe sobrepasar mucho la temperatura crítica.
- El tiempo al que se debe tener la pieza a esta temperatura deberá ser lo más corto posible.
- El calentamiento será lo más rápido posible.
- La clase y velocidad de enfriamiento deberán ser adecuados a las características del material que se trate.